# Domusnovas
Domusnovas (en sard, Domunoas) és un municipi italià, situat a la regió de Sardenya i a la província de Sardenya del Sud. L'any 2006 tenia 6.504 habitants. Es troba a la regió de Sulcis-Iglesiente. Limita amb els municipis de Fluminimaggiore, Gonnosfanadiga (VS), Iglesias, Musei, Villacidro (VS) i Villamassargia.

## Administració
| Període | Identitat     | Partit        |
| ------- | ------------- | ------------- |
| 2005-   | Angelo Deidda | Llista Cívica |